# Liste der Kulturdenkmäler in Bauerbach
Die folgende Liste enthält die in der Denkmaltopographie ausgewiesenen Kulturdenkmäler auf dem Gebiet des Ortsteils Bauerbach der  Stadt Marburg, Landkreis Marburg-Biedenkopf, Hessen.
Hinweis: Die Reihenfolge der Denkmäler in dieser Liste orientiert sich an der Anschrift, alternativ ist sie auch nach der Bezeichnung oder der Bauzeit sortierbar.
Kulturdenkmäler werden fortlaufend im Denkmalverzeichnis des Landes Hessen durch das Landesamt für Denkmalpflege Hessen auf Basis des Hessischen Denkmalschutzgesetzes (HDSchG) geführt. Die Schutzwürdigkeit eines Kulturdenkmals hängt nicht von der Eintragung in das Denkmalverzeichnis des Landes Hessen oder der Veröffentlichung in der Denkmaltopographie ab.

## Kulturdenkmäler
| Bild                                                          | Bezeichnung                          | Lage                                                                                     | Beschreibung | Bauzeit     | Objekt-Nr. |
| ------------------------------------------------------------- | ------------------------------------ | ---------------------------------------------------------------------------------------- | --- | ----------- | ---------- |
| Bild gesucht BW                                               | Gesamtanlage historischer Ortskern   | Bauerbacher Straße, Bettenweg, Bühl, Hopfengarten, Kirchweg, Lohgasse, Zum Lahnberg Lage | |             |            |
| Bild gesucht BW                                               | Sandsteinkreuz                       | Am Forsthaus/Bauerbacher Straße LageFlur: 1, Flurstück: 80                               | | 1960        |            |
| Bild gesucht BW                                               | Streckhof                            | Bauerbacher Straße 15 LageFlur: 6, Flurstück: 62/1                                       | | 1666/67     |            |
| Bild gesucht BW                                               | Wohnhaus                             | Bauerbacher Straße 17 LageFlur: 6, Flurstück: 61/4                                       | | 1740        |            |
| Bild gesucht BW                                               | Ehem. Schulscheune                   | Bauerbacher Straße 22 LageFlur: 7, Flurstück: 33/1                                       | | 1860        |            |
| Bild gesucht BW                                               | Bechling’scher Grenzstein            | Bauerbacher Straße 29 LageFlur: 7, Flurstück: 68/9                                       | | Um 1500     |            |
| Bild gesucht BW                                               | Ehemalige Schule                     | Bauerbacher Straße 31 LageFlur: 7, Flurstück: 69/4                                       | | 1911        |            |
| Bild gesucht BW                                               | Bildstock Christus am Ölberg (1)     | Bauerbacher Straße vor Nr. 26 LageFlur: 7, Flurstück: 130/26                             | | 1742        |            |
| Bild gesucht BW                                               | Bildstock Kreuzigung Christi (4)     | Bauerbacher Straße/Hopfengarten LageFlur: 1, Flurstück: 141/6                            | | 1742        |            |
| Bild gesucht BW                                               | Bildstock Geißelung Christi (2)      | Bauerbacher Straße/Zum Lahnberg LageFlur: 5, Flurstück: 41/1                             | | 1742        |            |
| Bild gesucht BW                                               | Vierseitige Hofanlage                | Kirchweg 2 LageFlur: 6, Flurstück: 58/1, 58/2                                            | | 1789        |            |
| Bild gesucht BW                                               | Ehem. Deutschordenshof               | Kirchweg 3 LageFlur: 6, Flurstück: 82/1                                                  | | 1892        |            |
| Bild gesucht BW                                               | Ehem. Gastwirtschaft und Wohnhaus    | Kirchweg 4 LageFlur: 6, Flurstück: 54/1, 50/2, 50/3                                      | | Ab um 1700  |            |
| weitere Bilder                                                | Katholische Pfarrkirche St. Cyriacus | Kirchweg 6 LageFlur: 6, Flurstück: 50/1, 50/6, 50/7, 52/1, 100                           | | Ab um 1100  |            |
| Bild gesucht BW                                               | Gefallenenehrenmal                   | Kirchweg o. Nr. LageFlur: 6, Flurstück: 52/1                                             | | 1927        |            |
| Bild gesucht BW                                               | Kreuz                                | Kirchweg o. Nr. LageFlur: 6, Flurstück: 40/2                                             | | 1854        |            |
| Bild gesucht BW                                               | Dreiseitige Hofanlage                | Lohgasse 3 LageFlur: 6, Flurstück: 12                                                    | | 1849        |            |
| Bild gesucht BW                                               | Wohnhaus                             | Lohgasse 5 LageFlur: 6, Flurstück: 15/4                                                  | | 1909        |            |
| Bild gesucht BW                                               | Scheune                              | Lohgasse 6 LageFlur: 6, Flurstück: 37/2                                                  | | 1883        |            |
| Bild gesucht BW                                               | Dreiseitige Hofanlage                | Lohgasse 7 LageFlur: 6, Flurstück: 17/2                                                  | | 1745        |            |
| Bild gesucht BW                                               | Wohnhaus, Stallscheune               | Lohgasse 8 LageFlur: 6, Flurstück: 36                                                    | | 1778        |            |
| Bild gesucht BW                                               | Dreiseitige Hofanlage                | Lohgasse 9 LageFlur: 6, Flurstück: 20/3                                                  | | 19./20. Jh. |            |
| Bild gesucht BW                                               | Kreuz                                | Pfarracker o. Nr. LageFlur: 1, Flurstück: 263/1                                          | | 1900        |            |
| Bild gesucht BW                                               | Ehem. Deutschordenshof               | Zum Lahnberg 13 LageFlur: 5, Flurstück: 36/3                                             | |             |            |
| Bild gesucht BW                                               | Scheune                              | Zum Lahnberg 20 LageFlur: 6, Flurstück: 6/1                                              | | 1892        |            |
| Bild gesucht BW                                               | Bildstock Dornenkrönung (3)          | Zum Lahnberg/Bettenweg LageFlur: 6, Flurstück: 1                                         | |             |            |
| Bild gesucht BW                                               | Bildstock Bornweg                    | Außerhalb der Ortslage 1 LageFlur: 5, Flurstück: 112                                     | | 1954        |            |
| Ansicht der Seite von Hessen-Cassel mit dem Hessischen Löwen. | Grenzstein                           | Außerhalb der Ortslage 2 LageFlur: 1, Flurstück: 129                                     | Der Grenzstein zwischen den Gemarkungen Bauerbach und Großseelheim markiert die historische Grenze zwischen mainzischem und hessischem Besitz. Der hochrechteckige Grenzstein aus Rotsandstein von 1756 ist oben abgerundet und zeigt dort mit einer abknickenden Linie den Grenzverlauf. Eine Breitseite zeigt das erhabene sechsspeichige Mainzer Rad im vertieften Wappenfeld und die Jahreszahl. Die andere Breitseite zeigt den erhabenen Hessischen Löwen im vertieften Wappenfeld und die Jahreszahl. Auf der Schmalseite ist die Grenzsteinnummer mit N 222 angegeben. Beispiel der 1756 aufgestellten Grenzsteine zwischen mainzischem und hessischem Territorium. | 1756        |            |